# Glaucium elegans
Glaucium elegans là một loài thực vật có hoa trong họ Anh túc. Loài này được Fisch. & C.A.Mey. mô tả khoa học đầu tiên năm 1835.